# Herrehåndboldligaen
 Ikke at forveksle med Damehåndboldligaen.
Herrehåndboldligaen, officielt kaldet HTH Herreligaen, er den bedste række i håndboldens danmarksturnering for mænd. Vinderen af Håndboldligaen bliver kåret som danmarksmestre i herrehåndbold. De regerende mestre er Aalborg Håndbold (2023/2024).

## Håndboldligaens turneringsform
Mesterskabet afgøres mellem 14 hold, der først alle mødes ude og hjemme i et grundspil. De otte bedst placerede hold i grundspillet avancerer til slutspillet, hvor de otte hold fordeles i to puljer á fire hold, hvor man møder hver modstander én gang ude og én gang hjemme. Altså seks kampe i alt. De to puljer opdeles med Nr. 1, 4, 5 og 8 i den ene og Nr. 2, 3, 6 og 7 i den anden. Nr. 1 og 2 fra grundspillet starter slutspillet med to points. Nr. 3 og 4 starter med et enkelt point, mens de resterende hold starter uden points. De hold, der ender som nr. 1-2 i hver pulje, går videre til semifinaler og skal modes i op til tre kampe. Nr. 1 fra den ene pulje møder nr. 2 fra den anden. Vinderne af semifinalerne mødes i op til tre DM-finaler, mens 2'erne tilsvarende mødes i bronzekampe.
Det nederst placerede hold i grundspillet rykker direkte ned i 1. division, og bliver erstattet af vinderen af 1. division. Holdene, der slutter som nr. 9-13 i grundspillet spiller kvalifikationsspil. Holdene, der slutter som nr. 2 og 3 i 1. division spiller opspil. Det hold der slutter sidst i kvalifikationsspillet, møder det hold fra 1. division der vant opspillet, i op til tre kampe. Vinderen spiller i Håndboldligaen næste sæson, taberen spiller i 1. division.

## Hold i ligaen i sæsonen 2024/25
- Aalborg Håndbold
- Bjerringbro-Silkeborg
- Fredericia HK
- GOG
- KIF Kolding
- Lemvig-Thyborøn Håndbold
- Mors-Thy Håndbold
- Nordsjælland Håndbold
- Ribe-Esbjerg HH
- Skanderborg AGF Håndbold
- Skjern Håndbold
- SønderjyskE
- TTH Holstebro
- Grindsted GIF Håndbold

## Mestre
Nedenstående er en liste over samtlige vindere af håndboldligaen siden stiftelsen i 1936.
| År   | Vinder (titler)            | Topscorer                                                                     |
| ---- | -------------------------- | ----------------------------------------------------------------------------- |
| 1936 | IF Vidar (1)               |                                                                               |
| 1937 | IF Ajax (1)                |                                                                               |
| 1938 | IF Vidar (2)               |                                                                               |
| 1939 | H.G. Håndbold (1)          |                                                                               |
| 1940 | H.G. Håndbold (2)          |                                                                               |
| 1941 | H.G. Håndbold (3)          |                                                                               |
| 1942 | IF Ajax (2)                |                                                                               |
| 1943 | H.G. Håndbold (4)          |                                                                               |
| 1944 | IF Ajax (3)                |                                                                               |
| 1945 | Aflyst                     |                                                                               |
| 1946 | H.G. Håndbold (5)          |                                                                               |
| 1947 | H.G. Håndbold (6)          | Svend Aage Madsen (36), IF Ajax                                               |
| 1948 | IF Ajax (4)                | Svend Aage Madsen (47), IF Ajax                                               |
| 1949 | IF Ajax (5)                | Per Theilmann (42), Helsingør IF                                              |
| 1950 | IF Ajax (6)                | Svend Aage Madsen (48), IF Ajax                                               |
| 1951 | Helsingør IF (1)           | Per Theilmann (56), Helsingør IF                                              |
| 1952 | IF Ajax (7)                | Per Theilmann (97), Helsingør IF                                              |
| 1953 | IF Ajax (8)                | Mogens Olsen (109), Aarhus KFUM                                               |
| 1954 | Tarup HK (1)               | Mogens Olsen (101), Aarhus KFUM                                               |
| 1955 | Aarhus KFUM (1)            | Mogens Olsen (130), Aarhus KFUM                                               |
| 1956 | H.G. Håndbold (7)          | Mogens Olsen (128), Aarhus KFUM                                               |
| 1957 | AGF (1)                    | Mogens Olsen (144), Aarhus KFUM                                               |
| 1958 | Helsingør IF (2)           | Mogens Olsen (162), Aarhus KFUM                                               |
| 1959 | AGF (2)                    | Mogens Olsen (178), Aarhus KFUM                                               |
| 1960 | H.G. Håndbold (8)          | Jens Ove Hansen (144), IF Stjernen                                            |
| 1961 | AGF (3)                    | Max Nielsen (127), MK 31                                                      |
| 1962 | Skovbakken (1)             | Jørgen P. Hansen (128), Tarup-Paarup IF & Peter Nielsen (128), IF Ajax        |
| 1963 | Aarhus KFUM (2)            | Mogens Olsen (102), Aarhus KFUM                                               |
| 1964 | IF Ajax (9)                | Hans Jørn Graversen (126), USG                                                |
| 1965 | AGF (4)                    | Jørgen Petersen (142), H.G. Håndbold                                          |
| 1966 | H.G. Håndbold (9)          | Mogens Olsen (122), Aarhus KFUM                                               |
| 1967 | H.G. Håndbold (10)         | Jørgen Petersen (118), H.G. Håndbold                                          |
| 1968 | H.G. Håndbold (11)         | Karl Erik Jørgensen (131), IF Stjernen                                        |
| 1969 | H.G. Håndbold (12)         | Hans Jørn Graversen (132), Skovbakken                                         |
| 1970 | H.G. Håndbold (13)         | Hans Jørn Graversen (128), Skovbakken                                         |
| 1971 | Efterslægten (1)           | Flemming Hansen (161), Fredericia KFUM                                        |
| 1972 | IF Stadion (1)             | Flemming Hansen (97), Fredericia KFUM                                         |
| 1973 | IF Stadion (2)             | Flemming Hansen (152), Fredericia KFUM                                        |
| 1974 | Aarhus KFUM (3)            | Flemming Hansen (137), Fredericia KFUM                                        |
| 1975 | Fredericia KFUM (1)        | Flemming Hansen (109), Fredericia KFUM                                        |
| 1976 | Fredericia KFUM (2)        | Flemming Hansen (136), Fredericia KFUM                                        |
| 1977 | Fredericia KFUM (3)        | Michael Berg (168), Holte IF                                                  |
| 1978 | Fredericia KFUM (4)        | Michael Berg (201), Holte IF                                                  |
| 1979 | Fredericia KFUM (5)        | Michael Berg (148), Holte IF                                                  |
| 1980 | Aarhus KFUM (4)            | Michael Berg (141), Holte IF                                                  |
| 1981 | Helsingør IF (3)           | Michael Berg (148), Holte IF                                                  |
| 1982 | Skovbakken (2)             | Bjarne Jeppesen (117), Fredericia KFUM                                        |
| 1983 | Aarhus KFUM (5)            | Erik Veje Rasmussen (121), Helsingør IF                                       |
| 1984 | Gladsaxe/HG (1)            | Michael Berg (125), Holte IF                                                  |
| 1985 | Helsingør IF (4)           | Michael Berg (101), Holte IF & Hans Henrik Hattesen (101), Virum/Sorgenfri HK |
| 1986 | HIK (1)                    | Flemming Hansen (100), Helsingør IF                                           |
| 1987 | Kolding IF (1)             | Flemming Hansen (98), Helsingør IF                                            |
| 1988 | Kolding IF (2)             | Kim G. Jacobsen (105), Kolding IF                                             |
| 1989 | Helsingør IF (5)           | John Mortensen (112), Nyborg GIF                                              |
| 1990 | Kolding IF (3)             | Otto Mertz (107), Kolding IF                                                  |
| 1991 | Kolding IF (4)             | John Jacobsen (150), Ribe HK                                                  |
| 1992 | GOG (1)                    | Per Sabroe Thomsen (121), GOG                                                 |
| 1993 | Kolding IF (5)             | Fritz Thomsen (141), Aalborg KFUM                                             |
| 1994 | Kolding IF (6)             | Kim Keller Christensen (170), Virum-Sorgenfri HK                              |
| 1995 | GOG (2)                    | Jan Paulsen (168), HK Roar                                                    |
| 1996 | GOG (3)                    | Klavs Bruun Jørgensen (167), Virum-Sorgenfri HK                               |
| 1997 | Virum-Sorgenfri HK (1)     | Nikolaj Jacobsen (205), GOG                                                   |
| 1998 | GOG (4)                    | Lars E. Jørgensen (142), HK Roar                                              |
| 1999 | Skjern Håndbold (1)        | Ole Nielsen (158), Team Esbjerg                                               |
| 2000 | GOG (5)                    | Brian Jensen (140), Vrold/Skanderborg HK                                      |
| 2001 | Kolding IF (7)             | Bilal Schumann (178), Kolding IF                                              |
| 2002 | KIF Kolding (8)            | Heins Kart Pedersen (172), Bjerringbro FH                                     |
| 2003 | KIF Kolding (9)            | Lars Rasmussen (179), IF Ajax                                                 |
| 2004 | GOG (6)                    | Micke Næsby (227), Fredericia HK 1990                                         |
| 2005 | KIF Kolding (10)           | Robert Gunnarson (241), Århus GF                                              |
| 2006 | KIF Kolding (11)           | Jesper Nøddesbo (178), KIF Kolding                                            |
| 2007 | GOG (7)                    | Hans Lindberg (187), Viborg HK                                                |
| 2008 | FCK Håndbold (1)           | Milutin Dragićević (177), Bjerringbro-Silkeborg                               |
| 2009 | KIF Kolding (12)           | Fredrik Petersen (171), GOG                                                   |
| 2010 | AaB Håndbold (1)           | Claus Jakobsen (149), Skjern                                                  |
| 2011 | AG København (1)           |                                                                               |
| 2012 | AG København (2)           | Chris Holm Jørgensen (153), Nordsjælland Håndbold                             |
| 2013 | Aalborg Håndbold (2)       | Jeppe Riber (196), Ribe-Esbjerg HH                                            |
| 2014 | KIF Kolding København (13) | Henrik Møllgaard (163), Skjern Håndbold                                       |
| 2015 | KIF Kolding København (14) | Søren Nørgaard (178), Lemvig-Thyborøn Håndbold                                |
| 2016 | Bjerringbro-Silkeborg (1)  | Patrick Wiesmach (212), Aalborg Håndbold                                      |
| 2017 | Aalborg Håndbold (3)       | Jacob Holm, Ribe-Esbjerg HH Sander Sagosen,Aalborg Håndbold, (206)            |
| 2018 | Skjern Håndbold (2)        | Nikolaj Ø. Nielsen (202), Bjerringbro-Silkeborg                               |
| 2019 | Aalborg Håndbold (4)       | Anders Eggert (225), Skjern Håndbold                                          |
| 2020 | Aalborg Håndbold (5)       | Nikolaj Læsø (154), Aarhus Håndbold                                           |
| 2021 | Aalborg Håndbold (6)       | Emil Jakobsen (244), GOG                                                      |
| 2022 | GOG (8)                    | Jerry Tollbring (266), GOG                                                    |
| 2023 | GOG (9)                    | Emil Wernsdorf Madsen (252), GOG                                              |
| 2024 | Aalborg Håndbold (7)       | Emil Wernsdorf Madsen (192), GOG                                              |
| 2025 | Aalborg Håndbold (8)       | Noah Gaudin (216), Skjern Håndbold                                            |

## Sponsorer
- 2008-09: CBB Mobil
- 2009-13: Jack & Jones
- 2015-16: Boxer TV
- 2016-18: 888.dk
- 2019-20: Primo Tours
- 2020- : HTH